# Ботриолеписы
Ботриоле́писы (лат. Bothriolepis, от др.-греч. βόθρος — углубление и λεπῐ́ς — панцирь) — род плакодерм из отряда антиарх. Известно более 100 видов. Существовали в позднем девоне в Европе, Азии, Северной Америке, Гренландии, Австралии, Антарктике. Представляют интерес для выяснения путей эволюции рыб. Ботриолеписы были успешным родом среди антиарховых плакодерм, если не самым удачным родом во всём классе.

## Описание
Большинство видов были относительно небольшими, донными, детритоидными пресноводными рыбами, в среднем имели длину около 30 см. Тем не менее, самый крупный вид, Bothriolepis maxima, имел панцирь около 100 см в длину. Остатки ботриолеписов находят в отложениях среднего и позднего девона (387—360 млн лет назад). Поскольку окаменелости встречаются в пресноводных отложениях, считается, что ботриолеписы большую часть своей жизни проводили в пресной воде рек и озёр, но, вероятно, могли заходить и в солёные воды.
С франских отложений (верхний девон) Центральной Тывы описаны Bothriolepis sibirica и Bothriolepis dorakarasugensis. Изученные новые материалы позволили дополнить описание B. sibirica и установить некоторые возрастные изменения туловищных костей этого вида.